# Мудрец (мини-альбом)
«Мудрец» — четвертый мини-альбом казахстанского рэп-исполнителя Бахтияра Мамедова, более известного как Jah Khalib. Он был выпущен 22 января 2021 года на лейбле Warner Music Russia и включает в себя гостевые участия от Малики Фуэнтес и жены рэпера, выступившей под псевдонимом МаМедова. Вдохновением для альбома послужила личная история любви Бахтияра.
Автором обложки выступил художник Всеволод Швайба.

## Предыстория
По данным сайта ТНТ Music, релиз альбома намечался на осень 2020 года, однако был перенесён по неизвестным причинам.
19 января 2021 года Jah Khalib опубликовал на своём официальном YouTube-канале три видео, в которых он представляет отрывки трёх композиций — «Искал-нашёл», «Моя любовь» и «Талисман», и рассказывает об их смысле и процессе создания. В этот же день рэпер показал обложку мини-альбома.

## Отзывы
Обозреватель музыкального портала ТНТ Music Руслан Тихонов, сравнивая мини-альбом Elman «Муза» с «Мудрецом», который, по его мнению, напоминает «мелодичный» хип-хоп нулевых, отметил, что последний больше подойдёт для любителей «напористых любовных баллад», написанных от лица «уверенных в себе» мужчин. Ещё один рецензент того же портала, Владислав Шеин, назвал пластинку «лиричной» и обратил внимание на то, что в шести треках Jah Khalib рассказал о знакомстве с женой, развитии их романа и «метаморфозах в собственном мировосприятии». Редакция сайта The Flow тоже указала на затрагивание в треках темы семейных ценностей и «возвышенной» любви. Журналист веб-сайта Rap.ru заявил, что Jah Khalib «не меняет ориентиры» и продолжает делать «лирический красивый рэп».

## Список композиций
| №                   | Название                                        | Длительность |
| ------------------- | ----------------------------------------------- | ------------ |
| 1.                  | «Я не прощу» (совместно с МаМедовой)            | 2:43         |
| 2.                  | «Талисман»                                      | 3:28         |
| 3.                  | «Моя любовь»                                    | 3:21         |
| 4.                  | «Во сне»                                        | 3:36         |
| 5.                  | «Воруй меня чаще» (совместно с Маликой Фуэнтес) | 3:39         |
| 6.                  | «Искал-нашёл»                                   | 4:07         |
| Общая длительность: | Общая длительность:                             | 20:54        |